# Ґабріела Ґрілло
Ґабріела Ґрілло (нім. Gabriela Grillo, 19 серпня 1952 — 25 лютого 2024) — німецька вершниця.
Олімпійська чемпіонка 1976 року в командній виїздці.
Чемпіонка світу з виїздки 1978 (командна виїздка), 1982 (командна виїздка) років.
Чемпіонка Європи з виїздки 1977 (командна виїздка), 1979 (командна виїздка), 1981 (командна виїздка) років, бронзова призерка 1981 року в індивідуальній виїздці.